# Akaflieg Berlin B6
Die B6 war ein einsitziges, freitragendes Mitteldecker-Segelflugzeug mit Junkers-Doppelflügel der Akademischen Fliegergruppe der Technischen Hochschule Berlin-Charlottenburg mit der Registrierung D-4-635.

## Konstruktion
Das von Friedrich Lange, Gotthold Peter und Ernst-Günther Friedrichs konstruierte Flugzeug verfügte über ein stoffbespanntes Stahlrohrfachwerk-Rumpfvorderteil mit einziehbarem, gefedertem, bremsbarem Hauptfahrwerk und einen Leitwerksträger in Holzschalenbauweise. Das zur Vermeidung von Schäden bei der Landung sehr hochgesetzte Pendelhöhenruder besaß zur Trimmung Flettner-Ruder. Als Seitenleitwerk wirkte ein symmetrischer Doppelflügel.
Besonderheiten waren der erstmals im Segelflugzeugbau verwendete Doppelflügel als Tragfläche, der geringe Fluggeschwindigkeit ermöglicht, die Verwendung des Faserverbundwerkstoffs Hartpapier zur Beplankung der Klappen und die von der Klappenstellung abhängige automatische Höhenrudertrimmung. Bei der Montage der 16 Meter spannenden zweigeteilten Holztragfläche an den Rumpf fanden – wie auch bei der B5 – Schnellverschlüsse Verwendung.

### Ausrüstung
Zur Ausrüstung gehörte ein herausnehmbares Instrumentenbrett von Askania mit elektrischem Wendezeiger, künstlichem Horizont, Variometer, Fahrt- und Höhenmesser, Kompass und eine Borduhr.

## Nutzung
Das Flugzeug nahm am Rhönwettbewerb 1938 teil und flog von der Wasserkuppe 350 Kilometer bis ’s-Hertogenbosch in den Niederlanden.

## Technische Daten
| Kenngröße             | Daten                |
| --------------------- | -------------------- |
| Besatzung             | 1                    |
| Länge                 | 6,20 m               |
| Spannweite            | 16,00 m              |
| Höhe                  | 1,25 m               |
| Flügelfläche          | 14,60 m²             |
| Flügelstreckung       | 17,53                |
| Flügelprofil          | NACA 43012           |
| Gleitzahl             | 30 bei 68 km/h       |
| Geringstes Sinken     | 0,58 m/s bei 54 km/h |
| Zuladung              | 85 kg                |
| Leermasse             | 155 kg               |
| Startmasse            | 240 kg               |
| Höchstgeschwindigkeit | 225 km/h             |